# Женщины камбата вместе
«Женщины камбата вместе» (англ. Kembatta Women Standing Together, KMG Ethiopia) — неправительственная женская организация в Эфиопии.
Первоначально организация была местной благотворительной группой народа Камбата, занимавшейся защитой прав женщин, укреплением женского здоровья и поддержкой окружающей среды. Организация была основана в 1997 году сестрами Богалетч Гербе и Фикирте Гебре и в настоящее время работает по всей территории Эфиопии.

## Концепция
Организация «Женщины камбата вместе» занимается интеграцией методов по борьбе с бедностью и проектов по развитию, применяя впервые предложенный ВИЧ-активистом Мустафой Гуйе метод «бесед с общественностью» (англ. community conversations) для улучшения благополучия женщин и девочек, борьбы с калечащими операциями на женских половых органах и похищением невест. Организация оказывает помощь правительству Эфиопии в реализации инициатив по профилактике ВИЧ, создала Центр здоровья матери и ребенка в Дурэме, занимается строительством школ, обеспечением питьевой водой, устойчивым электроснабжением и посадкой деревьев. В статье 2007 года в The Lancet указывалось, что соучредитель и исполнительный директор организации Богалетч Гебре «почти в одиночку искоренила практику калечащих операций на женских половых органах в Эфиопии».

## История
В ноябре 1997 года эфиопские сестры Богалетч и Фикирте Гебре создали организация «Кембатти Ментти Геззима-Топе» (Женщины камбата вместе) с целью положить конец калечащим операциям на женских половых органах и традиции похищению невест — практике похищения и изнасилования женщин и девочек с целью принуждения их к браку. По данным Национального комитета по традиционным обычаям Эфиопии (англ. National Committee on Traditional Practices of Ethiopia), такие похищения новобрачных составляли основу 69% браков в стране по состоянию на 2003 год. По оценкам Исследовательского центра Инноченти ЮНИСЕФ, в 1999 году калечащие операции на женских половых органах имели 100% социальную поддержку в регионе.

### Предыстория
Сестры выросли в традиционном эфиопском доме и в детстве сами подвергались калечащим операциям на половых органах. Богалетч Гебре сумела получить образование, несмотря на возражения отца, и переехала в Соединенные Штаты, где получила докторскую степень по эпидемиологии. Она начала благотворительную деятельность — рассылала технические книги старшеклассникам и студентам университетов в Эфиопии. В середине 1990-х годов она вернулась в Эфиопию с 5000 долларов США, которые вложила в благотворительность. Она так же получила грант 500 000 евро от Европейской комиссии, за счет чего основала «Женщины камбата вместе».

### Начало деятельности
Первоначально действуя в двух кебеле в Эфиопии, организация начала с опроса членов сообщества. По запросу Организации Объединенных Наций они обратились к организации «бесед с общественностью». Концепция бесед была создана активистом по борьбе со СПИДом Мустафой Гуйе (Moustapha Gueye). Беседы основаны на традиционных африканских традициях, согласно которым сообщества регулярно собираются вместе на несколько часов для достижения консенсуса по вопросам, представляющим общественный интерес.

### Расширение
Посредством организации сотни мужчин и женщин прошли подготовку в качестве координаторов «бесед с общественностью» на темы о предотвращении распространения СПИДа. В 2004 году организация была выбрана правительством Эфиопии для обучения граждан ведению бесед по всей стране в качестве ключевого компонента профилактики ВИЧ в Эфиопии.
При поддержке организации в формате «бесед с общественностью» женщины в районе Камбата впервые начали отстаивать свои права: сидеть в присутствии мужчин, получить равную продолжительность образования для мальчиков и девочек, получить место для женщин в деревенских советах старейшин в принятии решений. Позднее она перешли на разъяснительную работу по предотвращению калечащих операций на женских половых органах и похищения людей. Особенно сильное воздействие оказал видеопоказ женского обрезания, операции, известной как «срезание грязи». Участники бесед сформировали комитеты для работы над прекращением этой практики с участием 2000 обученных координаторов из разных сообществ.

### Массовые мероприятия
С 29 октября 2004 года последовали публичные митинги в поддержку неприкосновенности женщин. На первом присутствовало 100 000 человек. По данным ЮНИСЕФ, по состоянию на 2008 год местная поддержка калечащих операций на женских половых органах упала до 3%. По состоянию на 2013 год, согласно данным New York Times, 85% жителей района участвовали в общественных беседах организации на различные темы. 

## Деятельность
Помимо содействия общению, организация играет активную роль в оказании давления на полицию с целью привлечения к ответственности похитителей невест. Эта практика является незаконной в Эфиопии с 2005 года, но в 2010 году The Independent писала, что судебные власти за пределами столицы закон применялся неохотно. Первой жертвой, оспорившей свое «похищение невесты» была 13-летняя девочка, которая не смогла доказать на момент похищения она была девственницей, и ее собственный адвокат обвинил ее в подстрекательстве к изнасилованию. Организация способствовала поддержке жертв и предотвращению похищений. По данным The Independent, по состоянию на 2010 год уровень похищений новобрачных в регионе снизился на 90%.
Организация также занимается поддержкой здравоохранения и строительства школ, создаёт спортивные программы и турниры для девочек, занимается вопросами охраны материнства и планирования семьи. В экологической сфере Организация посадила более восьми миллионов деревьев и работает над обеспечением населения питьевой водой и устойчивым электроснабжением.

## Финансирование
Для поддержки своей работы организация собирает пожертвования во время бесед. Также организация получает пожертвования от международных организаций, включая Comic Relief.

## Регионы
По состоянию на 2013 год деятельность организации распространилась из первоначальных двух кебеле на 26 районов южной Эфиопии и региона Оромия.

## Награды
Соучредитель и исполнительный директор Богалетч Гебре была удостоена North-South Prize в 2005 году, а в 2007 году — премии Jonathan Mann Award в области глобального здравоохранения и прав человека. В мае 2013 года за вклад в развитие Африки организация была удостоена премии King Baudouin International Development Prize.